# Shelley Long
Shelley Lee Long (Fort Wayne (Indiana), 23 augustus 1949) is een Amerikaanse actrice. Ze is onder andere bekend vanwege haar rollen in Cheers en Modern Family.

## Carrière
Begin jaren tachtig speelde ze in enkele films, maar haar grote doorbraak kwam er met de rol van Diane Chambers in de sitcom Cheers. Deze serie had wat tijd nodig om door te breken, maar liep uiteindelijk elf seizoenen en was een van de populairste series uit die tijd.
In 1984 werd ze genomineerd voor een Golden Globe voor beste hoofdrolactrice voor de film Irreconcilable Differences. Daarna speelde ze in enkele komedies zoals The Money Pit met Tom Hanks in 1986, Outrageous Fortune met Bette Midler en Peter Coyote (1987) en Hello Again met Corbin Bernsen (eveneens 1987).
Onder veel controverse gaf ze de rol van Diane Chambers na vijf seizoenen op, juist tijdens het hoogtepunt van de populariteit van de serie. De producers van de show smeekten haar te blijven en boden haar zelfs 400.000 dollar, maar Long weigerde. Naar verluidt kon ze niet goed opschieten met enkele van haar collega's en wilde ze televisie ruilen voor een filmcarrière. In een interview uit 2003 zei ze dat ze om verscheidene redenen wegging, maar dat de belangrijkste was dat ze meer tijd bij haar pasgeboren dochter wou doorbrengen.
Haar eerste post-Cheers project was de film Troop Beverly Hills (1989), waarin ze een huisvrouw speelde die leidster van de padvindsters werd om afleiding te vinden van haar scheidingsperikelen.
Begin jaren negentig speelde ze in enkele films die geen commercieel succes werden. In 1993 keerde ze terug naar Cheers voor de laatste aflevering. Daarna begon ze met de sitcom Good Advice samen met Treat Williams en Teri Garr, maar die serie werd al na twee seizoenen stopgezet.
In 1995 nam ze opnieuw de rol van Diane Chambers op in Frasier, een spin-off van Cheers. Ook verscheen ze toen in de re-make van The Brady Bunch Movie, die verrassend genoeg een hit werd. Een jaar later speelde ze ook nog in A Very Brady Sequel, dat echter maar een bescheiden succes werd. In 2002 zou ze nog één keer in de rol van Carol Brady kruipen, nu voor The Brady Bunch in the White House.
Ze werd opnieuw bekend door de rol van DeDe Pritchett in Modern Family, die ze vertolkte van 2009 tot 2018, totdat haar personage in die serie stierf.

## Persoonlijk leven
In 1979 ontmoette Shelley haar man, met wie ze van 1981 tot 2004 getrouwd was. In 1985 kreeg ze een dochter genaamd Juliana, die eveneens actrice werd.
- Biblioteca Nacional de España: XX1280195
- Bibliothèque nationale de France: cb14200239n (data)
- Gemeinsame Normdatei: 1290419957
- International Standard Name Identifier: 0000 0001 1026 215X
- Library of Congress Control Number: no95036135
- Nationale Bibliotheek van Polen: a0000002039625
- Nederlandse Thesaurus van Auteursnamen: 073325694
- Virtual International Authority File: 46972160
- WorldCat: E39PBJr7V8h44cfRktVMYKrKBP